# Olympische Sommerspiele 2004/Leichtathletik – 110 m Hürden (Männer)
Der 110-Meter-Hürdenlauf der Männer bei den Olympischen Spielen 2004 in Athen wurde am 24., 25., 26. und 27. August 2004 im Olympiastadion Athen ausgetragen. 47 Athleten nahmen teil.
Olympiasieger wurde der Chinese Liu Xiang, der im Finale den bestehenden Weltrekord einstellte. Er gewann vor dem US-Amerikaner Terrence Trammell und dem Kubaner Anier García.
Für Deutschland nahmen Jérôme Crews und Mike Fenner teil. Crews schied in der Vorrunde aus, Fenner im Viertelfinale.

Athleten aus der Schweiz, Österreich und Liechtenstein nahmen nicht teil.

## Aktuelle Titelträger
| Olympiasieger 2000                      | Anier García ( Kuba)                                            | 13,00 s                                                         | Sydney 2000        |
| Weltmeister 2003                        | Allen Johnson ( USA)                                            | 13,12 s                                                         | Paris 2003         |
| Europameister 2002                      | Colin Jackson ( Großbritannien)                                 | 13,11 s                                                         | München 2002       |
| Panamerikanischer Meister 2003          | Yuniel Hernández ( Kuba)                                        | 13,35 s                                                         | Santo Domingo 2003 |
| Zentralamerika und Karibik-Meister 2003 | 110-m-Hürdenlauf nicht als Meisterschaftswettbewerb ausgetragen | 110-m-Hürdenlauf nicht als Meisterschaftswettbewerb ausgetragen | St. George’s 2003  |
| Südamerika-Meister 2003                 | Redelén dos Santos ( Brasilien)                                 | 13,45 s                                                         | Barquisimeto 2003  |
| Asienmeister 2003                       | Shi Dongpeng ( Volksrepublik China)                             | 13,50 s                                                         | Manila 2003        |
| Afrikameister 2004                      | Todd Matthews-Jouda ( Sudan)                                    | 13,70 s                                                         | Brazzaville 2004   |
| Ozeanienmeister 2002                    | Avele Tanielu ( Samoa)                                          | 15,18 s                                                         | Christchurch 2002  |

## Rekorde

### Bestehende Rekorde
| Weltrekord         | 12,91 s | Colin Jackson ( Großbritannien) | Stuttgart, Deutschland | 20. August 1993 |
| Olympischer Rekord | 12,95 s | Allen Johnson ( USA)            | Finale OS Atlanta, USA | 29. Juli 1996   |

### Rekordverbesserungen / -egalisierungen
Der bestehende Olympiarekord wurde verbessert, gleichzeitig wurde der Weltrekord egalisiert. Außerdem gab es elf neue Landesrekorde – eine bemerkenswert hohe Anzahl nationaler Rekorde.
- Neuer Olympiarekord, gleichzeitig egalisierter Weltrekord:
  - 12,91 s – Liu Xiang (Volksrepublik China), Finale am 27. August bei einem Rückenwind von 0,3 m/s
- Landesrekorde:
  - 13,18 s – Ladji Doucouré (Frankreich), erster Vorlauf am 24. August bei einem Rückenwind von 1,5 m/s
  - 13,39 s – Satoru Tanigawa (Japan), erster Vorlauf am 24. August bei einem Rückenwind von 1,5 m/s
  - 13,46 s – Joseph-Berlioz Randriamihaja (Madagaskar), erster Vorlauf am 24. August bei einem Rückenwind von 1,5 m/s
  - 13,47 s – Todd Matthews-Jouda (Sudan), zweiter Vorlauf am 24. August bei einem Rückenwind von 1,8 m/s
  - 13,66 s – Damjan Zlatnar (Slowenien), zweiter Vorlauf am 24. August bei einem Rückenwind von 1,8 m/s
  - 13,44 s – Paulo Villar (Kolumbien), vierter Vorlauf am 24. August bei einem Gegenwind von 1,3 m/s
  - 14,11 s – Edy Jakariya (Indonesien), vierter Vorlauf am 24. August bei einem Gegenwind von 1,3 m/s
  - 13,56 s – Stephen Jones (Barbados), fünfter Vorlauf am 24. August bei einem Rückenwind von 0,8 m/s
  - 13,44 s – Jackson Quiñónez (Ecuador), sechster Vorlauf am 24. August bei einem Rückenwind von 1,2 m/s
  - 13,17 s – Maurice Wignall (Jamaika), erstes Halbfinale am 26. August bei einem Gegenwind von 0,1 m/s
  - 13,06 s – Ladji Doucouré (Frankreich), zweites Halbfinale am 26. August bei Windstille

## Doping
Der zunächst auf Rang fünf des ersten Halbfinales gewertete und damit dort ausgeschiedene US-Amerikaner Duane Ross wurde aufgrund von Ermittlungsergebnissen aus der BALCO-Affäre von der US-Anti-Doping-Kommission für zwei Jahre gesperrt. Seine Resultate wurden rückwirkend zum 2. November 2001 für alle Wettkämpfe nachträglich gestrichen.
Leidtragende waren drei ausgeschiedene Athleten, die für die jeweils nächste Runde startberechtigt gewesen wären:
- Shi Dongpeng, Volksrepublik China – über die Zeitregel eigentlich im Viertelfinale startberechtigt
- Jewgeni Petschonkin, Russland – über die Zeitregel eigentlich im Halbfinale startberechtigt
- Mike Fenner, Deutschland – über die Zeitregel eigentlich im Halbfinale startberechtigt

Im Viertelfinale hätte dabei die Sonderregelung angewendet werden müssen, nach der zwei Athleten zeitgleich auf dem letzten für das Halbfinale startberechtigten Platz gelegen hatten.

## Vorrunde
Insgesamt wurden sechs Vorläufe absolviert. Für das Viertelfinale qualifizierten sich pro Lauf die ersten vier Athleten (hellblau unterlegt). Darüber hinaus kamen die acht Zeitschnellsten, die sogenannten Lucky Loser (hellgrün unterlegt), weiter.
Anmerkung: Alle Zeitangaben sind Ortszeit Athen (UTC+2).

### Vorlauf 1
24. August 2004, 9:35 Uhr
Wind: +1,5 m/s
| Platz | Name                         | Nation                 | Zeit (s) | Anmerkung |
| ----- | ---------------------------- | ---------------------- | -------- | --------- |
| 1     | Ladji Doucouré               | Frankreich             | 13,18    | NR        |
| 2     | Staņislavs Olijars           | Lettland               | 13,27    |           |
| 3     | Satoru Tanigawa              | Japan                  | 13,39    | NR        |
| 4     | Márcio de Souza              | Brasilien              | 13,43    |           |
| 5     | Joseph-Berlioz Randriamihaja | Madagaskar             | 13,46    | NR        |
| 6     | Felipe Vivancos              | Spanien                | 13,47    |           |
| 7     | Jérôme Crews                 | Deutschland            | 13,83    |           |
| 8     | Nenad Lončar                 | Serbien und Montenegro | 14,02    |           |

### Vorlauf 2
24. August 2004, 9:42 Uhr
Wind: +1,8 m/s
| Platz | Name                | Nation    | Zeit (s) | Anmerkung |
| ----- | ------------------- | --------- | -------- | --------- |
| 1     | Dudley Dorival      | Haiti     | 13,39    |           |
| 2     | Yoel Hernández      | Kuba      | 13,41    |           |
| 3     | Chris Pinnock       | Jamaika   | 13,42    |           |
| 4     | Todd Matthews-Jouda | Sudan     | 13,47    | NR        |
| 5     | Terrence Trammell   | USA       | 13,51    |           |
| 6     | Shaun Bownes        | Südafrika | 13,52    |           |
| 7     | Damjan Zlatnar      | Slowenien | 13,66    | NR        |
| 8     | Jurica Grabušić     | Kroatien  | 13,87    |           |

### Vorlauf 3

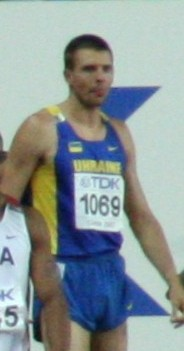
Serhiy Demidiuk – ausgeschieden als Sechster des ersten Vorlaufs

24. August 2004, 9:49 Uhr
Wind: +1,3 m/s
| Platz | Name            | Nation              | Zeit (s) |
| ----- | --------------- | ------------------- | -------- |
| 1     | Liu Xiang       | Volksrepublik China | 13,27    |
| 2     | Charles Allen   | Kanada              | 13,35    |
| 3     | Robert Kronberg | Schweden            | 13,47    |
| 4     | Igor Peremota   | Russland            | 13,54    |
| 5     | Masato Naito    | Japan               | 13,56    |
| 6     | Serhiy Demidiuk | Ukraine             | 13,80    |
| 7     | Park Tae-kyong  | Südkorea            | 13,96    |
| 8     | Luís Sá         | Portugal            | 14,01    |

### Vorlauf 4
24. August 2004, 9:56 Uhr
Wind: −1,3 m/s
| Platz | Name                    | Nation              | Zeit (s) | Anmerkung                                     |
| ----- | ----------------------- | ------------------- | -------- | --------------------------------------------- |
| 1     | Paulo Villar            | Kolumbien           | 13,44    | NR                                            |
| 2     | Matheus Facho Inocêncio | Brasilien           | 13,45    |                                               |
| 3     | Allen Johnson           | USA                 | 13,45    |                                               |
| 4     | Jewgeni Petschonkin     | Russland            | 13,64    |                                               |
| 5     | Gregory Sedoc           | Niederlande         | 13,65    |                                               |
| 6     | Shi Dongpeng            | Volksrepublik China | 13,68    | eigentlich für das Viertelfinale qualifiziert |
| 7     | Robert Newton           | Großbritannien      | 13,85    |                                               |
| 8     | Edy Jakariya            | Indonesien          | 14,11    | NR                                            |

### Vorlauf 5

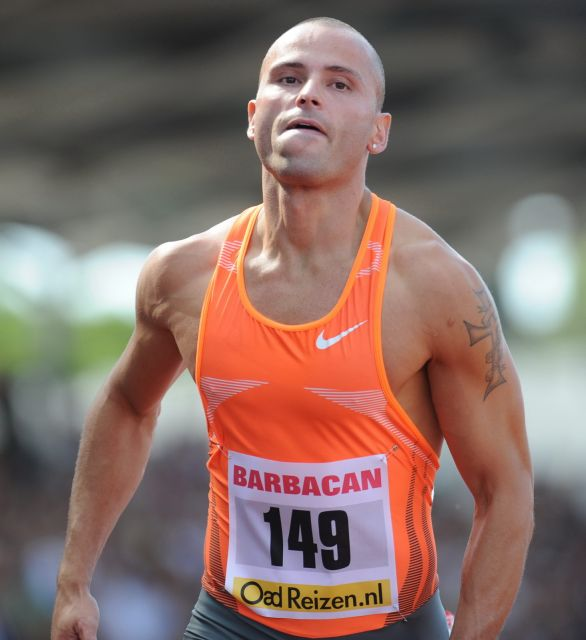
Andrew Turner – ausgeschieden als Achter des fünften Vorlaufs

24. August 2004, 10:03 Uhr
Wind: +0,8 m/s
| Platz | Name             | Nation         | Zeit (s) | Anmerkung                        |
| ----- | ---------------- | -------------- | -------- | -------------------------------- |
| 1     | Anier García     | Kuba           | 13,24    |                                  |
| 2     | Mike Fenner      | Deutschland    | 13,53    |                                  |
| 3     | Stephen Jones    | Barbados       | 13,56    | NR                               |
| 4     | Sergei Tschepiga | Russland       | 13,59    |                                  |
| 5     | Dawit Ilariani   | Georgien       | 13,72    |                                  |
| 6     | Levente Csillag  | Ungarn         | 13,74    |                                  |
| 7     | Andrew Turner    | Großbritannien | 13,75    |                                  |
| DOP   | Duane Ross       | USA            | 13,39    | für das Viertelfinale zugelassen |

### Vorlauf 6
24. August 2004, 10:10 Uhr
Wind: +1,2 m/s
| Platz | Name                | Nation        | Zeit (s) | Anmerkung |
| ----- | ------------------- | ------------- | -------- | --------- |
| 1     | Maurice Wignall     | Jamaika       | 13,30    |           |
| 2     | Richard Phillips    | Jamaika       | 13,39    |           |
| 3     | Jackson Quiñónez    | Ecuador       | 13,44    | NR        |
| 4     | Yuniel Hernández    | Kuba          | 13,48    |           |
| 5     | Sultan Tucker       | Liberia       | 13,76    |           |
| 6     | Tarmo Jallai        | Estland       | 13,77    |           |
| 7     | Mubarak Ata Mubarak | Saudi-Arabien | 13,81    |           |
| DNS   | Redelén dos Santos  | Brasilien     |          |           |

## Viertelfinale
In den vier Viertelfinalläufen qualifizierten sich pro Lauf die ersten drei Athleten (hellblau unterlegt) für das Halbfinale. Darüber hinaus kamen die vier Zeitschnellsten, die sogenannten Lucky Loser (hellgrün unterlegt), weiter.

### Lauf 1

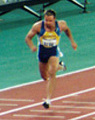
Robert Kronberg – ausgeschieden als Sechster des ersten Halbfinals

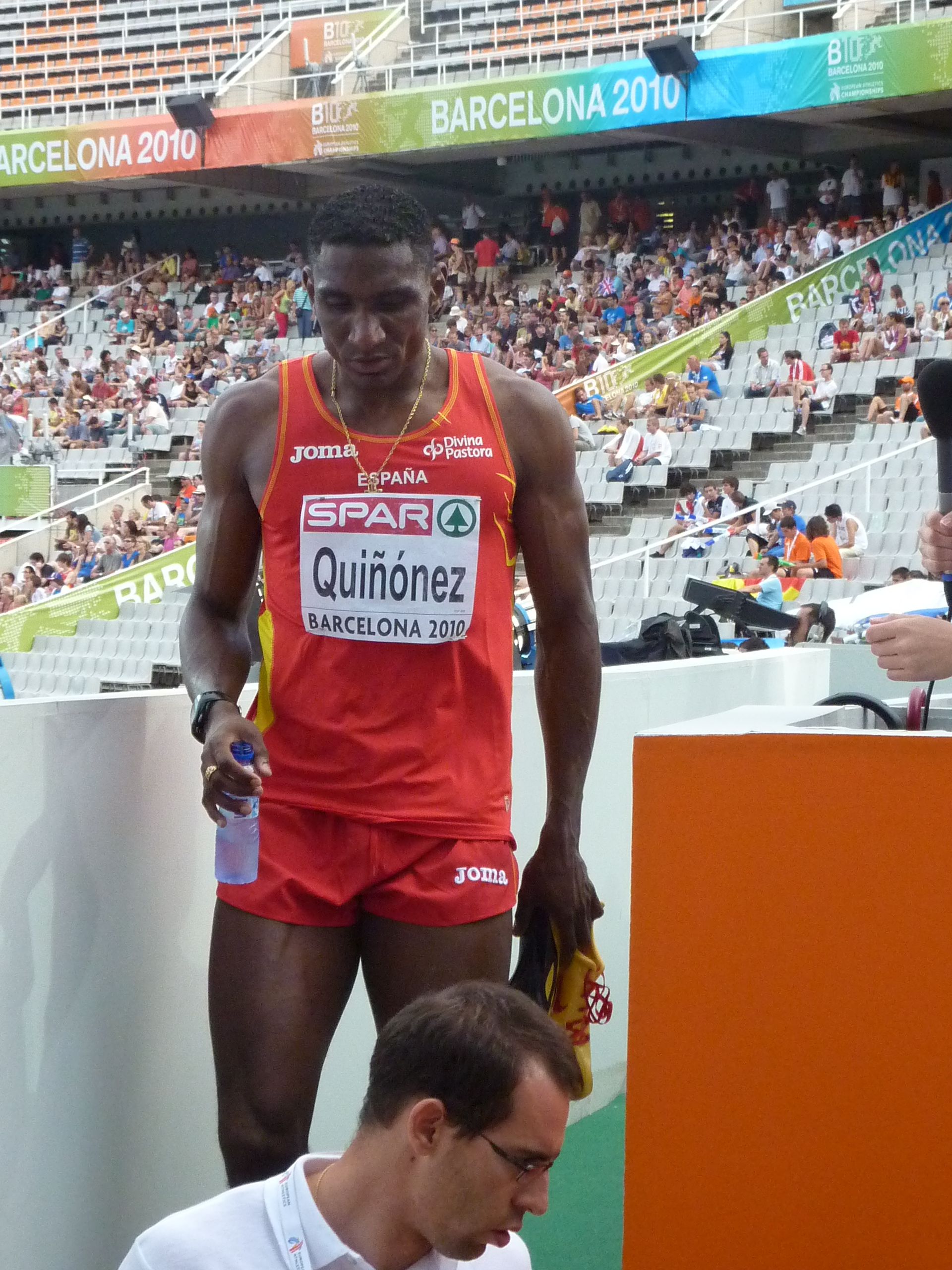
Jackson Quiñónez – ausgeschieden als Siebter des ersten Viertelfinals
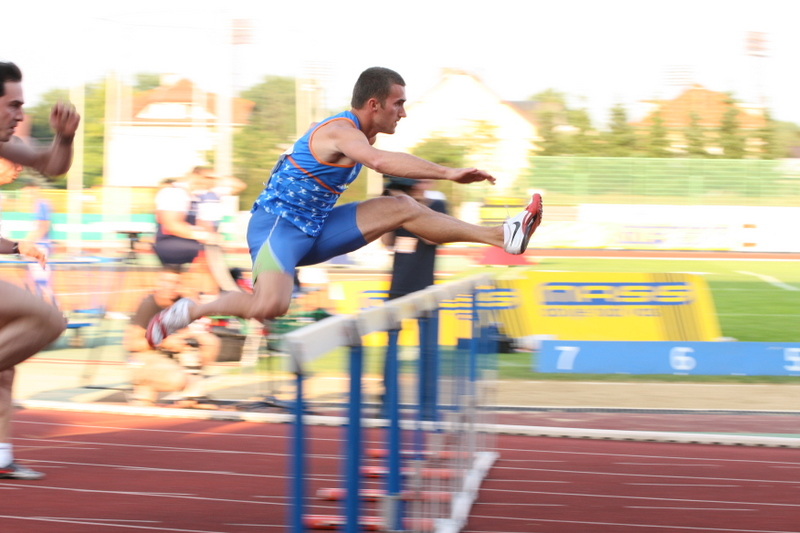
Damjan Zlatnar – im Vorlauf noch Landesrekord gelaufen – trat zum ersten Viertelfinale nicht an

25. August 2004, 22:15 Uhr
Wind: +0,4 m/s
| Platz | Name                         | Nation     | Zeit (s) | Anmerkung                                  |
| ----- | ---------------------------- | ---------- | -------- | ------------------------------------------ |
| 1     | Ladji Doucouré               | Frankreich | 13,23    |                                            |
| 2     | Charles Allen                | Kanada     | 13,30    |                                            |
| 3     | Robert Kronberg              | Schweden   | 13,39    |                                            |
| 4     | Jewgeni Petschonkin          | Russland   | 13,53    | eigentlich für das Halbfinale qualifiziert |
| 5     | Joseph-Berlioz Randriamihaja | Madagaskar | 13,64    |                                            |
| 6     | Jackson Quiñónez             | Ecuador    | 13,67    |                                            |
| DOP   | Duane Ross                   | USA        | 13,50    | für das Halbfinale zugelassen              |
| DNS   | Damjan Zlatnar               | Slowenien  |          |                                            |

### Lauf 2

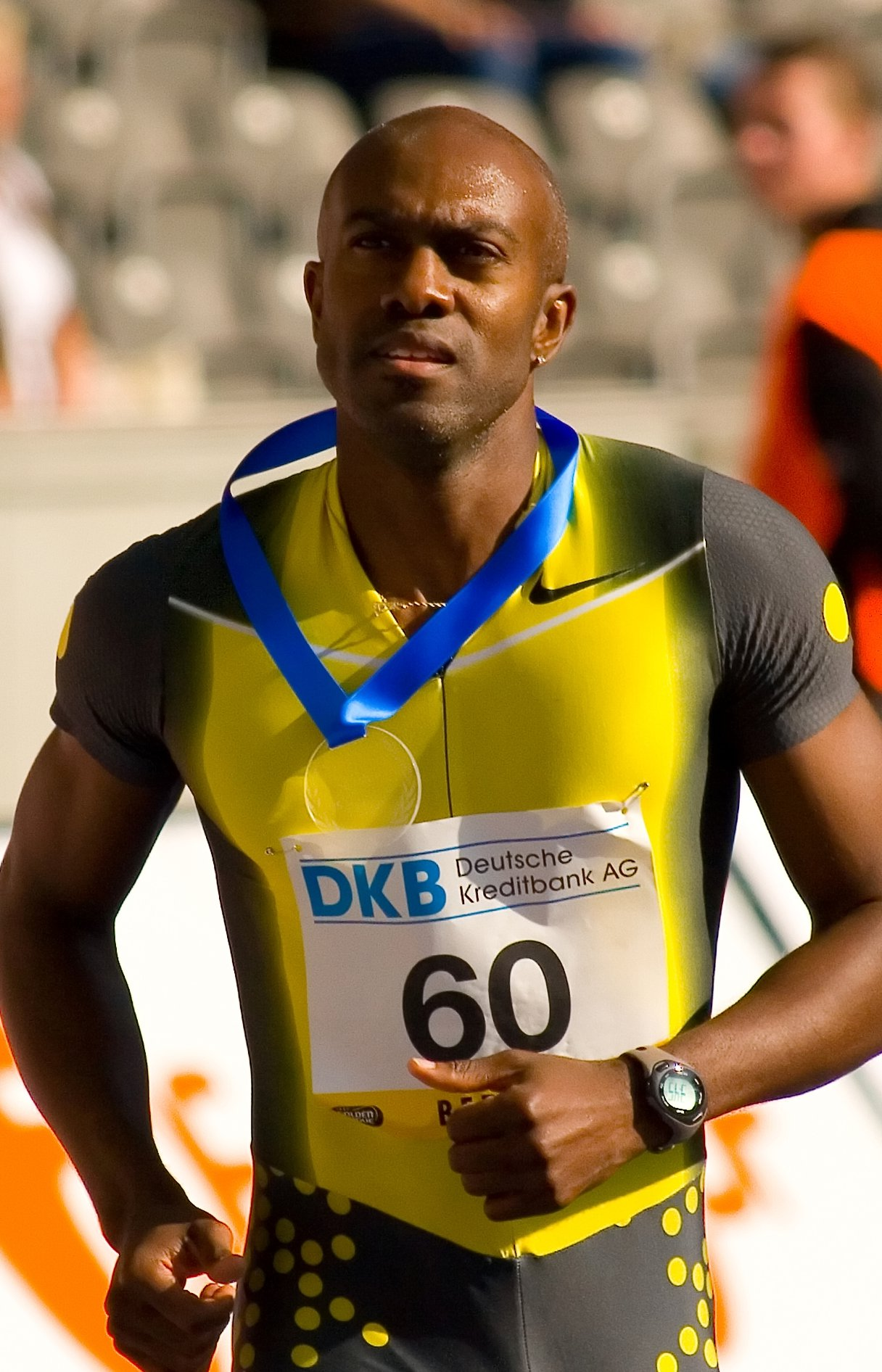
Allen Johnson – im zweiten Viertelfinale nicht im Ziel
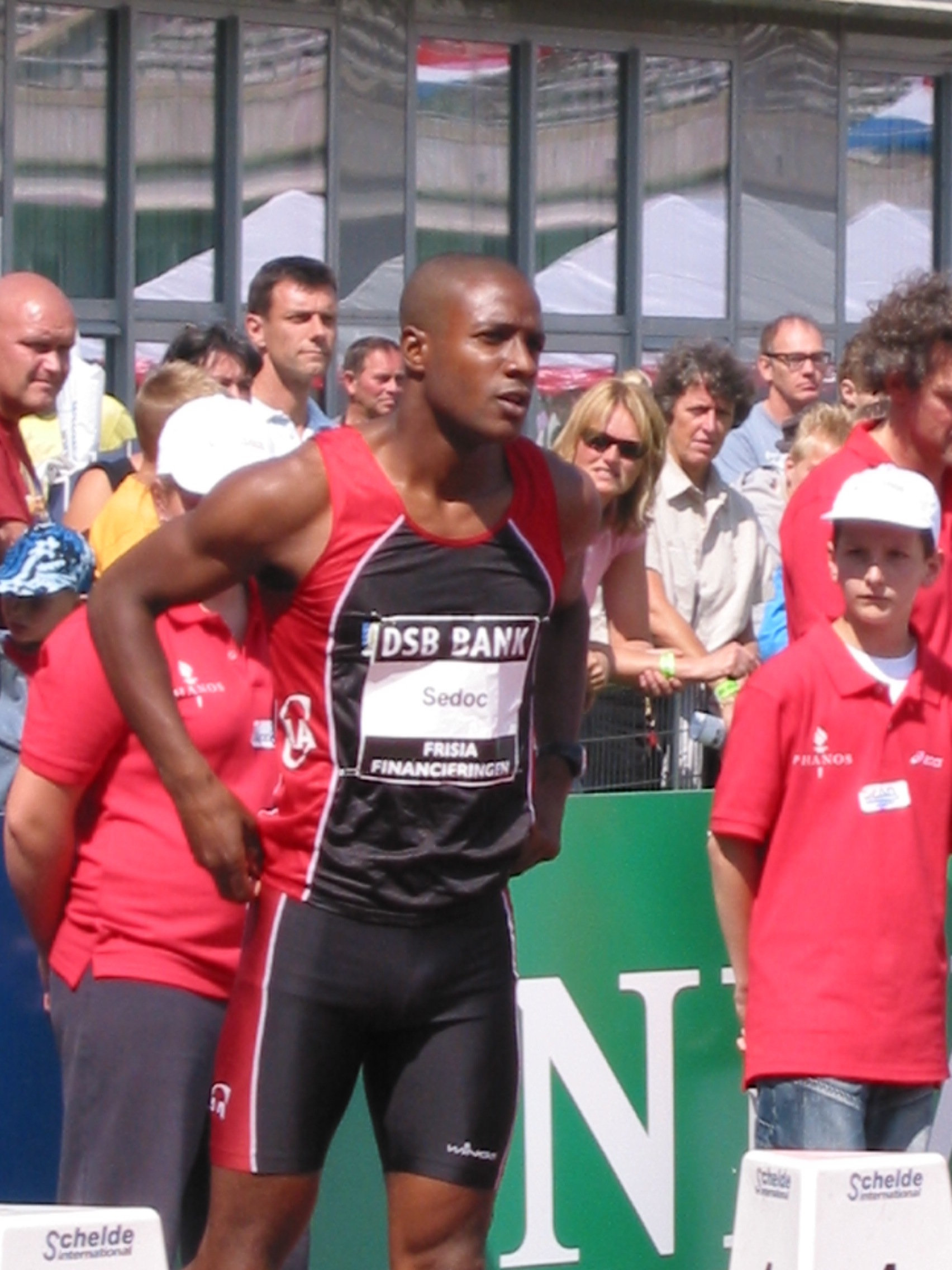
Gregory Sedoc – im zweiten Viertelfinale nicht im Ziel

25. August 2004, 22:22 Uhr
Wind: +0,2 m/s
| Platz | Name               | Nation      | Zeit (s) | Anmerkung                                  |
| ----- | ------------------ | ----------- | -------- | ------------------------------------------ |
| 1     | Staņislavs Olijars | Lettland    | 13,26    |                                            |
| 2     | Anier García       | Kuba        | 13,28    |                                            |
| 3     | Richard Phillips   | Jamaika     | 13,44    |                                            |
| 4     | Felipe Vivancos    | Spanien     | 13,48    |                                            |
| 5     | Mike Fenner        | Deutschland | 13,53    | eigentlich für das Halbfinale qualifiziert |
| 6     | Stephen Jones      | Barbados    | 13,85    |                                            |
| DNF   | Allen Johnson      | USA         |          |                                            |
| DNF   | Gregory Sedoc      | Niederlande |          |                                            |

### Lauf 3
25. August 2004, 22:29 Uhr
Wind: +0,8 m/s
| Platz | Name              | Nation              | Zeit (s) |
| ----- | ----------------- | ------------------- | -------- |
| 1     | Liu Xiang         | Volksrepublik China | 13,27    |
| 2     | Yoel Hernández    | Kuba                | 13,29    |
| 3     | Terrence Trammell | USA                 | 13,34    |
| 4     | Chris Pinnock     | Jamaika             | 13,47    |
| 5     | Márcio de Souza   | Brasilien           | 13,54    |
| 6     | Masato Naito      | Japan               | 13,54    |
| 7     | Igor Peremota     | Russland            | 13,64    |
| 8     | Paulo Villar      | Kolumbien           | 14,03    |

### Lauf 4
25. August 2004, 22:36 Uhr
Wind: ±0,0 m/s
| Platz | Name                    | Nation    | Zeit (s) |
| ----- | ----------------------- | --------- | -------- |
| 1     | Matheus Facho Inocêncio | Brasilien | 13,33    |
| 2     | Dudley Dorival          | Haiti     | 13,39    |
| 3     | Maurice Wignall         | Jamaika   | 13,39    |
| 4     | Yuniel Hernández        | Kuba      | 13,46    |
| 5     | Sergei Tschepiga        | Russland  | 13,55    |
| 6     | Shaun Bownes            | Südafrika | 13,62    |
| 7     | Satoru Tanigawa         | Japan     | 13,70    |
| 8     | Todd Matthews-Jouda     | Sudan     | 13,77    |

## Halbfinale
Für das Finale qualifizierten sich in den beiden Läufen die jeweils ersten vier Läufer (hellblau unterlegt).

### Lauf 1
- Robert Kronberg – ausgeschieden
als Sechster des ersten Halbfinals

26. August 2004, 21:00 Uhr
Wind: −0,1 m/s
| Platz | Name               | Nation              | Zeit (s) | Anmerkung |
| ----- | ------------------ | ------------------- | -------- | --------- |
| 1     | Maurice Wignall    | Jamaika             | 13,17    | NR        |
| 2     | Liu Xiang          | Volksrepublik China | 13,18    |           |
| 3     | Staņislavs Olijars | Lettland            | 13,20    |           |
| 4     | Charles Allen      | Kanada              | 13,23    |           |
| 5     | Yoel Hernández     | Kuba                | 13,37    |           |
| 6     | Robert Kronberg    | Schweden            | 13,42    |           |
| 7     | Chris Pinnock      | Jamaika             | 13,57    |           |
| DOP   | Duane Ross         | USA                 | 13,30    |           |

### Lauf 2
26. August 2004, 21:09 Uhr
Wind: ±0,0 m/s
| Platz | Name                    | Nation     | Zeit (s) | Anmerkung |
| ----- | ----------------------- | ---------- | -------- | --------- |
| 1     | Ladji Doucouré          | Frankreich | 13,06    | NR        |
| 2     | Terrence Trammell       | USA        | 13,17    |           |
| 3     | Anier García            | Kuba       | 13,30    |           |
| 4     | Matheus Facho Inocêncio | Brasilien  | 13,34    |           |
| 5     | Dudley Dorival          | Haiti      | 13,39    |           |
| 6     | Richard Phillips        | Jamaika    | 13,47    |           |
| 7     | Felipe Vivancos         | Spanien    | 13,52    |           |
| DNS   | Yuniel Hernández        | Kuba       |          |           |

## Finale
27. August 2004, 21:30 Uhr
Wind: +0,3 m/s
| Platz | Name                    | Nation              | Zeit (s) | Anmerkung |
| ----- | ----------------------- | ------------------- | -------- | --------- |
| 1     | Liu Xiang               | Volksrepublik China | 12,91    | WRe / OR  |
| 2     | Terrence Trammell       | USA                 | 13,18    |           |
| 3     | Anier García            | Kuba                | 13,20    |           |
| 4     | Maurice Wignall         | Jamaika             | 13,21    |           |
| 5     | Staņislavs Olijars      | Lettland            | 13,21    |           |
| 6     | Charles Allen           | Kanada              | 13,48    |           |
| 7     | Matheus Facho Inocêncio | Brasilien           | 13,49    |           |
| 8     | Ladji Doucouré          | Frankreich          | 13,76    |           |

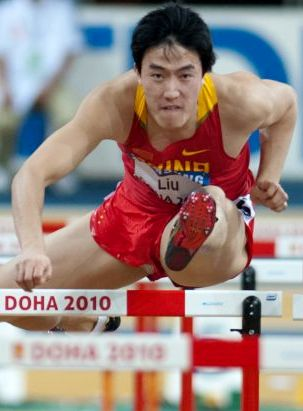
Olympiasieger Liu Xiang

Für das Finale hatten sich acht Athleten aus acht Nationen qualifiziert.
Als Favoriten auf die Goldmedaille wurden der chinesische WM-Dritte Liu Xiang, der kubanische Olympiasieger von 2000 Anier García und der US-Athlet Terrence Trammell, Silbermedaillist von 2000 und WM-Zweiter von 2003 angesehen. Als weiterer Medaillenkandidat galt der Franzose Ladji Doucouré, der hier in Athen im Halbfinale die schnellste Zeit dieses Wettbewerbes erzielt hatte. Ein weiterer Mitfavorit, der US-Läufer Allen Johnson, Olympiasieger von 1996 und amtierender Weltmeister, war im Viertelfinale nach einem Sturz ausgeschieden.
Liu und Trammell lagen bis zur vierten Hürde Kopf an Kopf. Von da an setzte sich der Chinese ab, während Doucouré nach einem schwachen Start und trotz eines unrhythmischen Laufs zu Trammell aufschließen konnte. Der Franzose lag sogar schon ganz leicht vor dem US-Amerikaner. Doch Doucouré touchierte die neunten Hürde ein wenig, verlor jetzt vollends seinen Rhythmus und trat auch noch in die folgende – die letzte – Hürde. So geriet er ins Straucheln und fiel am Schluss noch bis auf den achten und letzten Finalplatz zurück. Liu Xiang lief sein Rennen souverän zu Ende und siegte in einer Zeit von 12,91 s, womit er den Weltrekord egalisierte und gleichzeitig einen neuen olympischen Rekord aufstellte. Auf den Platzierungen hinter dem Olympiasieger ging es äußerst eng zu. Terrence Trammell gewann die Silbermedaille mit gerade einmal zwei Hundertstelsekunden Vorsprung vor Anier García. Nur jeweils eine Hundertstelsekunde hinter dem Bronzerang belegten der Jamaikaner Maurice Wignall und der Lette Staņislavs Olijars in dieser Reihenfolge die Plätze vier und fünf. Mit deutlich mehr Abstand wurden der Kanadier Charles Allen Sechster und der Brasilianer Matheus Facho Inocêncio Siebter.
Liu Xiangs Olympiasieg war die erste chinesische Medaille überhaupt in dieser Disziplin.

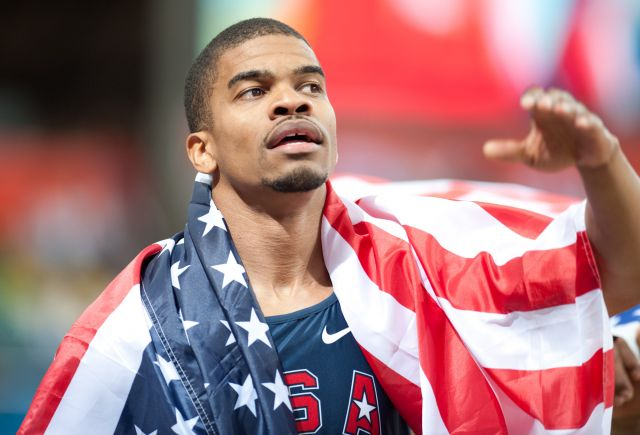
Silbermedaillengewinner Terrence Trammell
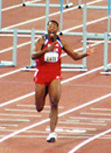
Bronze ging an den Olympiasieger von 2000 Anier García
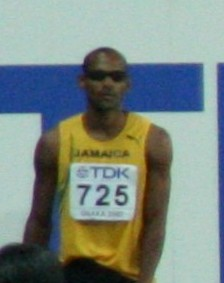
Der Olympiavierte Maurice Wignall
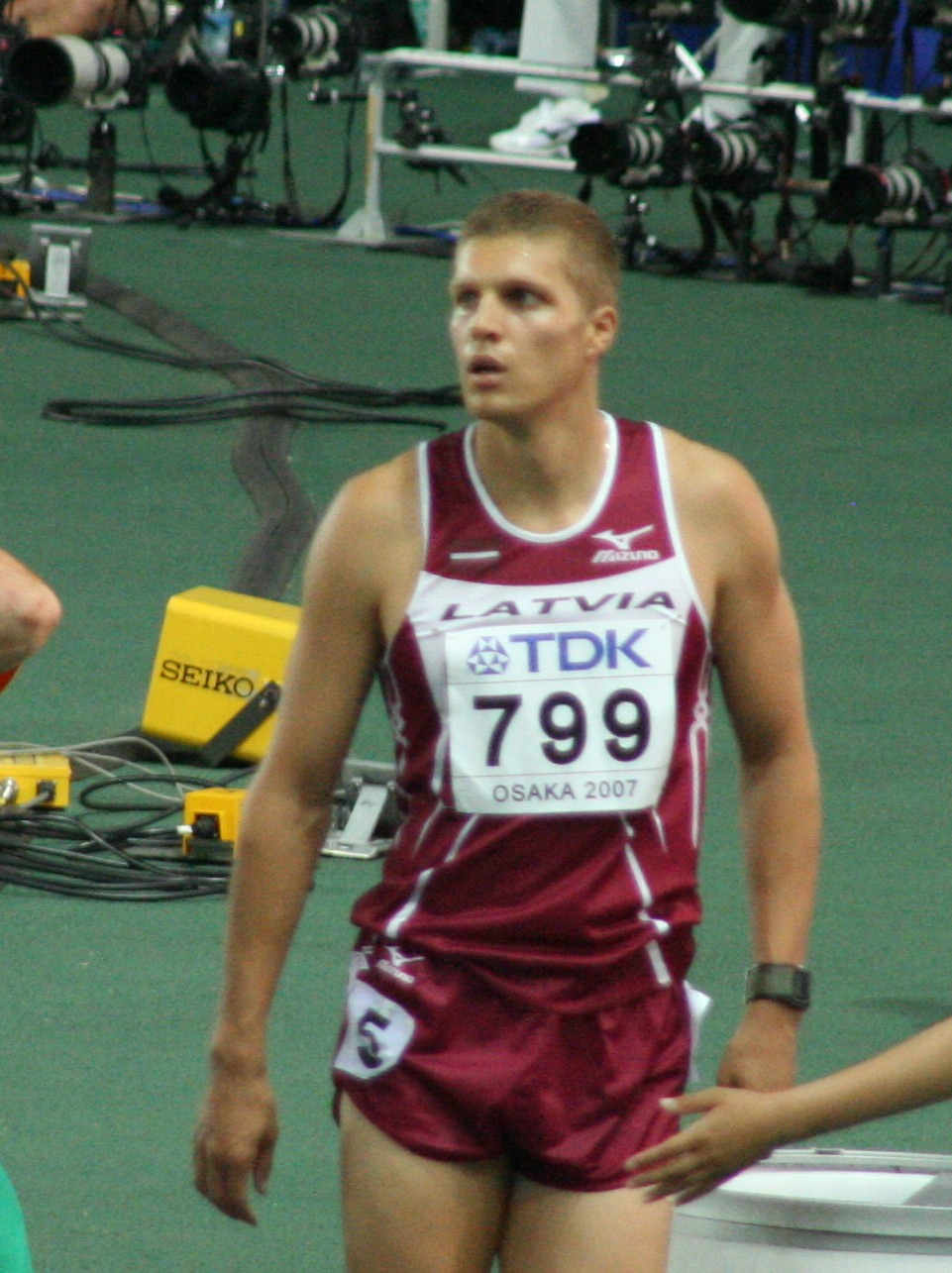
Staņislavs Olijars belegte im Finale Rang fünf
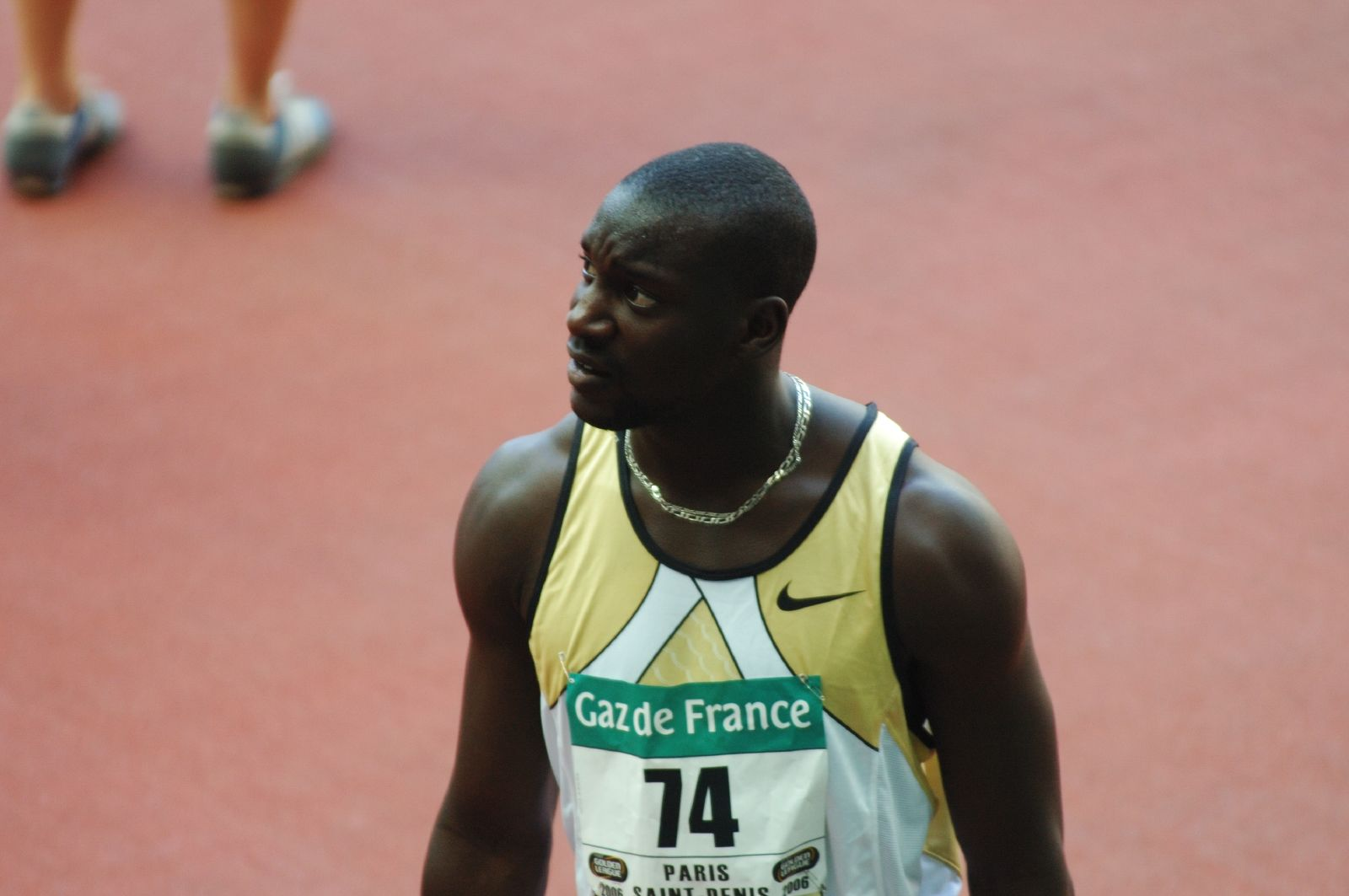
Ladji Doucouré – nach einem Strauchler auf dem achten Platz

## Video
- Liu Xiang Wins Historic 110m Hurdles Gold - Athens 2004 Olympics, youtube.com, abgerufen am 16. Februar 2022